# Сиротский Бруклин
«Сиротский Бруклин» — американская криминальная драма Эдварда Нортона, экранизация одноимённого романа Джонатана Летема 1999 года. В главных ролях: Брюс Уиллис, Эдвард Нортон и Уиллем Дефо. Фильм вышел на экраны 1 ноября 2019 года. Премьера состоялась на Международном римском кинофестивале 17 октября 2019 года. Международные кассовые сборы фильма составили $18,477,736.

## Сюжет
Нью-Йорк середины XX века. Частного сыщика Фрэнка Минну внезапно убивают за информацию о деле, которое он расследует. Лайонел Эссрог, его протеже и друг с синдромом Туретта, решает начать собственное расследование дабы отомстить. У него есть лишь несколько зацепок и сила разума, одержимого поставленной целью, чтобы распутать клубок тщательно скрываемых тайн, которые сохраняют баланс сил в самом Нью-Йорке.

## В ролях
| Актёр                | Роль           |
| -------------------- | -------------- |
| Брюс Уиллис          | Фрэнк Минна    |
| Эдвард Нортон        | Лайонел Эссрог |
| Уиллем Дефо          | Пол Рэндолф    |
| Гугу Мбата-Роу       | Лаура Роуз     |
| Лесли Манн           | Джулия Минна   |
| Бобби Каннавале      | Тони Вермонт   |
| Алек Болдуин         | Мозес Рэндолф  |
| Итан Сапли           | Гилберт Кони   |
| Даллас Робертс       | Дэнни Фантл    |
| Майкл Кеннет Уильямс | Трубач         |

## Награды и номинации
| Премия           | Категория                            | Номинант              | Результат |
| ---------------- | ------------------------------------ | --------------------- | --------- |
| «Золотой глобус» | Лучшая музыка к фильму               | Дэниел Пембертон      | Номинация |
| «Спутник»        | Auteur Award                         | Эдвард Нортон         | Победа    |
| «Спутник»        | Лучший адаптированный сценарий       | Эдвард Нортон         | Номинация |
| «Спутник»        | Лучшая операторская работа           | Дик Поуп              | Номинация |
| «Спутник»        | Лучшая работа художника-постановщика | Майкл Ахерн, Бет Микл | Победа    |